# AllTrails
AllTrails ist eine weltweit operierende US-amerikanische Fitness- und Outdoor-Plattform, die es Nutzern ermöglicht, auf eine kuratierte Routendatenbank zuzugreifen und diese im Rahmen von Outdoor-Aktivitäten zu nutzen. Der Dienst kann für eine Vielzahl an Outdoor-Sportarten verwendet werden, wie Wandern, Radsport und Wintersport, und ist per Webseite und als Android-, iOS-App nutzbar. Die Plattform basiert auf einem Freemium-Geschäftsmodell und besitzt weltweit ca. 25 Mio. angemeldete Nutzer und 1 Mio. Nutzer der Bezahlversion (Stand: Januar 2021).
Das Unternehmen wurde 2010 in den USA im Rahmen des AngelPad Accelerator Program gegründet und hat seinen Sitz in San Francisco. Mit der Lokalisierung der Plattform in die gängigen europäischen Sprachen und dem Erwerb u. a. der deutschen Online-Sportcommunity GPSies.com forciert das Unternehmen seit 2018 seine Expansion in den europäischen Outdoor-Markt.

## Funktionsumfang
AllTrails ist per Webseite und mittels spezieller Android- und iOS-Apps (mit eigenständiger WatchOS-App) nutzbar. Die Plattform besitzt eine kostenlose Basisversion und eine kostenpflichtige Premiumversion mit zusätzlichen Funktionen (Freemium-Geschäftsmodell). Zur Nutzung bedarf es einer Anmeldung mit einer E-Mail-Adresse oder per Einmalanmeldungsverfahren der Dienste Apple, Facebook und Google.

### Routendatenbank und Navigationssystem
Die verfügbaren Routen basieren auf nutzergenerierten GNSS-Tracks, die von Mitarbeitern des Unternehmens am Computer überprüft und freigeschaltet werden. Nutzer der Plattform haben Zugriff auf diese Routen-Datenbank und können einzelne Routen mit dem in der App-integrierten Navigationssystem für eigene Outdoor-Aktivitäten nutzen. AllTrails bietet auch Zugriff auf nicht kuratierte GNSS-Tracks. Diese können veröffentlicht oder als private Aufzeichnungen der Nutzer gespeichert werden. Laut dem Unternehmen kontrolliert ein 67-köpfiges Data Integrity Team die Qualität der offiziellen Routen von AllTrails. Die Plattform besitzt zudem ein umfangreiches Bewertungssystem, das es Nutzern ermöglicht, Routen zu bewerten, diese zu kommentieren und Nutzerfotos an einer Route anzuhängen.
AllTrails besitzt auch einen eigenen webbasierten Routenplaner mit dem Routen vorab am Computer erstellt werden können. Die Verknüpfung mit einem Apple- bzw. Garmin-Connect-Konto ermöglicht Nutzern die automatische Übertragung von georeferenzierten Fitnessaktivitäten von Geräten der Firma Apple bzw. Garmin.

### Kartenmaterial
AllTrails ermöglicht Nutzern Zugriff auf eine Reihe von unterschiedlichen Kartentypen, darunter Satellitenbildern sowie topografische und thematische Karten auf Basis von OpenStreetMap. Die Premiumversion bietet zusätzliche geospatiale Kartenebenen wie z.B zur aktuellen Wetterlage, dem aktuellen Pollenflug oder der Lichtverschmutzung.

## Unternehmen

### Unternehmensführung
Die Outdoor-Plattform wird betrieben von der US-amerikanischen Holding-Gesellschaft AllTrails LLC. Geschäftsführer (engl. CEO) der Holding-Gesellschaft ist Ron Schneidermann, der zuvor bei AllTrails als CMO/COO sowie u. a. in den Unternehmen Yelp und Accenture tätig war.
Die AllTrails LLC. finanziert sich ausschließlich durch Eigenkapital. Die Wachstumskapitalgesellschaft Spectrum Equity ist seit 2018 der größte Anteilseigner der Holding. Weitere Eigenkapitalgeber der AllTrails LLC. sind die Wagniskapitalgesellschaften CampVentures und Great Oaks Venture Capital und die Privatinvestoren Olivier Chaine und Matthew Kimball.
AllTrails Inc. spendet als Mitglied des internationalen Unternehmenszusammenschlusses One Percent for the Planet ein Prozent seines Umsatzes für Umweltschutz- und Nachhaltigkeitsmaßnahmen. Das Unternehmen unterstützt zudem das US-amerikanische Leave No Trace Center of Outdoor Ethics, das sich für einen minimalinvasiven Outdoor-Sport einsetzt.

### Geschichte
AllTrails wurde 2010 von Russell Cook mithilfe des Inkubator-Programms von AngelPad gegründet und gelauncht. Im Folgejahr gab AllTrails im Rahmen einer Finanzierungsrunde eine Seed-Finanzierung durch die Wagniskapitalgesellschaften 500 Startups and 2020 Ventures bekannt, die letztlich im Verkauf des Unternehmens mündete. Die Smartphone-Applikation der Plattform ging im Jahr 2011 an den Start.
Im Jahr 2012 gab das Unternehmen eine Kooperation mit NatGeo Maps bekannt. Im Rahmen der Kooperation wurde die Seite Topo.com von National Geographic mit AllTrails zusammengelegt und das Angebot an Kartenmaterial von AllTrails weiter ausgebaut. Infolge der Zusammenarbeit verzeichnete AllTrails erstmals eine Million App-Installationen. Im Jahr 2013 erhielt AllTrails weiteres Startkapital von den US-amerikanischen Wagniskapitalgesellschaften CampVentures, Great Oaks Ventures und NOMO Ventures sowie den Privatinvestoren Olivier Chaine und Matthew Kimball.
Im August 2016 verkündete AllTrails die Übernahme der von TripAdvisor geführten Outdoor-Plattform EveryTrail.
Infolge einer Eigenkapitalsbeteiligung der Wachstumskapitalgesellschaft Spectrum Equity in Höhe von 75 Mio. US-Dollar weitete das Unternehmen im Jahr 2018 seine Geschäftstätigkeiten umfangreich aus. Im Rahmen der Kapitalsbeteiligung traten zudem Ben Spero und Matt Neidlinger von Spectrum Equity dem Board of Directors der AllTrails LLC. bei.
Im Zeichen einer stärkeren Fokussierung auf den europäischen Outdoor-Markt verkündete AllTrails 2019 die Übernahmen der Outdoor-Plattformen iFootpath aus dem Vereinigten Königreich und GPSies.com aus Deutschland. Zudem stellte AllTrails sein Angebot auch in den Sprachen Deutsch, Französisch und Spanisch zur Verfügung.
Im Juli 2019 übernahm das Unternehmen zudem die US-amerikanische Outdoor-Webseite Trails.com. Im Oktober 2019 wechselte die Geschäftsführung von Jade Van Doren, der das Unternehmen seit 2015 führte, zu Ron Schneidermann.